# Innocent Sagahutu
Innocent Sagahutu (nacido el 30 de mayo de 1962) es un exsoldado ruandés, quién se hizo conocido por su presunta participación en el Genocidio de Ruanda. Fue liberado en 2014 y permanece en Arusha.

## Escenario y su rol en el genocidio
Sagahutu nació en la Provincia de Cyangugu, Ruanda;  en el seno de una familia hutu.  Sagahutu ingresó a las Fuerzas Ruandesas de Defensa, y durante 1994 mantuvo el rango de capitán. Era el Comandante Adjunto del Batallón de Reconocimiento (RECCE) y comandante del batallón principal, estando bajo el mando François-Xavier Nzuwonemeye.
Según la acusación, entre 1990 y 1994, Sagahutu y otros oficiales conspiraron para exterminar civiles tutsis y opositores políticos, y colaboraron para entrenar a la Interahamwe y a las milicias que cometieron el genocidio. Distribuyeron armas y prepararon listas de personas que debían ser eliminadas. Tras la muerte del presidente Juvénal Habyarimana en abril de 1994 y el inicio del genocidio, soldados bajo el mando de Sagahuto asaltaron y asesinaron al entonces primer ministro Agathe Uwilingiyimana, a varios de los principales líderes de la oposición, y asesinaron a diez soldados belgas que estaban protegiendo al Primer ministro. La acusación formal acusó a Sagahutu y a otras cuatro personas de conspiración para perpetrar el genocidio, violaciones masivas, agresiones sexual, y homicidio; de dar órdenes para llevar a cabo estos crímenes; y de no hacer nada cuando estos crímenes se llevaron a cabo.[cita requerida][cita requerida]

## Después del genocidio
Tras la victoria del Frente Patriótico Ruandés, Sagahutu huyó del país. Fue arrestado en la ciudad danesa de Skjern en el distrito de Ringkøbing, el 15 de febrero de 2000.  Había vivido en Dinamarca durante dos años como refugiado. En el momento de su arresto, sus vecinos le describieron como "buen hombre de familia" que tenía una vida cómoda y tranquila con su esposa y sus dos hijos, un hijo varón de ocho años y una hija de doce años, que hablaban danés y fueron matriculados en una escuela local. Fue arrestado mientras "salía de su hogar en bicicleta, yendo a comprar en un supermercado cercano."
Fue transferido hacia las autoridades del TPIR el 24 de noviembre de 2000, y su juicio comenzó el 20 de septiembre de 2004.
En mayo de 2011, Sagahutu y otros cabecillas fueron declarados culpables, y Sagahutu fue sentenciado a 20 años en prisión.
En 2017 fue detenido por intentar cruzar la frontera hacia Burundi, alegando que tenía familiares allí. Sagahutu aseguró tener documentos que autorizaban su salida de Tanzania, y que había viajado previamente a Mozambique pero esto fue refutado y fue liberado el 1 de mayo.